# ОШ „Светозар Марковић” Крагујевац
ОШ „Светозар Марковић” Крагујевац је државна установа основног образовања, основана 1951. године. Школа од 1955. године носи име Светозара Марковића, српског публицисте, социјалисте и политичара.
Прва зграда у којој је Школа започела са радом, саграђена је 1865. или 1866. године. Када је саграђена, намењена је женској деци, па се и звала Женска школа. У саставу школе било је и Крагујевачко читалиште, како су се тада називале библиотеке. Временом су у школу уписивана и мушка деца, па је школа добила ново име - Горња школа.
У периоду након Другог светског рата долази до наглог пораста градског становништва па се тако јавља и потреба за већим бројем школа. Од Горње школе настају две осмолетке. Наиме, децембра 1951. године из Осмолетке бр. 4 (како се тада званично звала Горња школа) издвојена је Осмолетка бр. 5. Обе школе радиле су у истим просторијама као две смене: Осмолетка бр. 4 у којој се учио немачки језик и Осмолетка бр. 5 у којој се учио француски језик. У јануару 1952. године Осмолетка бр. 5 има 815 ученика у 20 одељења. Школске 1954/55. године обе осмолетке добијају посебна имена: Осмолетка бр. 4 постаје Основна школа „Радоје Домановић”, а Осмолетка бр. 5 Основна школа „Светозар Марковић”. Иако су обе школе наставиле да раде у поменутим објектима као две смене све до 1969. године, ОШ „Радоје Домановић” сматра се наследником  Горње школе јер су се објекти и инвентар водили као њено власништво, па се зато њој данас приписује двовековна традиција, а за ОШ „Светозар Марковић“ „живот почиње” 1951. године.